# Anja Ernsberger
Anja Ernsberger (* 30. Oktober 1989) ist eine ehemalige deutsche Handballspielerin und Künstlerin.

## Karriere
Anja Ernsberger begann in der D-Jugend des VfL Lichtenrade mit dem Handball. Nach einem Jahr wechselte sie zum BFC Preussen, bei dem sie bis zur B-Jugend spielte um dann zu Pro Sport Berlin 24 zu wechseln. Durch eine Kooperation mit dem SV BV 49 absolvierte sie ihre ersten Spiele in der zweiten Handball Bundesliga bei den Füchsen Berlin.
Nach einem weiteren Jahr in der 2. Liga beim Rostocker Handball-Club, begann sie ihre Profikarriere bei der HSG Blomberg-Lippe. Bereits nach zwei Saisons wechselte sie zu den Handball-Luchsen Buchholz 08-Rosengarten, nachdem sie bei Blomberg-Lippe unter Trainer André Fuhr nach eigenen Angaben schwerer psychischer Gewalt ausgesetzt war.
Gemeinsam mit ihrer damaligen Lebensgefährtin Sanne Hoekstra unterschrieb sie 2014 einen Vertrag bei den Flames, mit denen sie 2017 den Sprung in die 1. Bundesliga schaffte.
Im Jahr 2019 trennte sich Ernsberger – die nach ihrer Hochzeit unter dem Nachnamen Hoekstra spielte – aus privaten Gründen von den Flames und ersetzte in der laufenden Saison die verletzte Daniela Gustin bei der SG BBM Bietigheim, mit der sie erstmalig den deutschen Meistertitel errang.
Nach der Saison beendete sie ihre Profikarriere. Sie spielt mit dem TV Gengenbach in der Landesliga Nord Baden.

## Privates
Anja Ernsberger war während ihrer Zeit bei den Flames mit ihrer langjährigen Mitspielerin Sanne Hoekstra verheiratet. Das Paar ist mittlerweile geschieden.
Schon in ihrer Zeit als aktive Spielerin malte Ernsberger. Sie hatte verschiedene Ausstellungen in Bensheim. Nach Ende ihrer Sportkarriere widmete sie sich der Malerei noch intensiver und stellte auf der Art Karlsruhe und mit der Galerie twenty1arts auf der art muc in München ihre Kunstwerke aus.
Im Jahr 2023 veröffentlichte Anja Ernsberger im Eigenverlag den Gedichtband Denn dort oben ist der Ausblick doch viel schöner mit Bildern des Darmstädter Fotografen Alex Lienerth.

## Causa André Fuhr
Im Oktober 2022 berichtete der Spiegel in einem mehrseitigen Artikel über psychische Misshandlungen durch den Handballtrainer André Fuhr an Anja Ernsberger und vielen weiteren Spielerinnen. Ernsberger berichtet darin über Überwachung, psychischen Druck und sexuelle Übergriffe gegen die Spielerinnen.
Im Vorfeld des Artikels hatte sich Borussia Dortmund von Fuhr als Trainer getrennt, nachdem die Nationalspielerinnen Mia Zschocke und Amelie Berger wegen der Situation unter Fuhr ihre Verträge vorzeitig aufgelöst hatten und sich an die unabhängige Anlaufstelle bei Gewalt und Missbrauch im Spitzensport Anlauf gegen Gewalt gewendet hatten.